# Kim Kap-soo
Kim Kap-soo (* 7. April 1957 in Seoul) ist ein südkoreanischer Schauspieler. Er besitzt ein Schauspielstudio.

## Filmografie

### Filme
- 1994: Das Taebaek-Gebirge (태백산맥)
- 1995: My Dear Keum-hong
- 1996: Their Last Love Affair
- 1997: Do the Right Thing
- 1997: He Asked Me If I Knew Zither
- 1999: A Century’s End
- 2001: Bungee Jumping of Their Own (번지점프를 하다, Cameo-Auftritt)
- 2001: Out of Justice – Gegen jedes Gesetz (이것이 법이다)
- 2002: KT
- 2002: 4 Toes
- 2003: A Tale of Two Sisters
- 2003: Mutt Boy (똥개)
- 2004: He Was Cool (그 놈은 멋있었다 Geu Nom-eun Meosisseottda)
- 2004: Spin Kick (Cameo-Auftritt)
- 2004: Flying Boys (Cameo-Auftritt)
- 2005: Typhoon (태풍)
- 2005: She’s on Duty (잠복근무)
- 2006: Detective Mr. Gong (Cameo-Auftritt)
- 2009: Where Are You Going?
- 2010: I Saw the Devil (Cameo-Auftritt)
- 2011: Swordbrothers (혈투 Hyeoltu)
- 2011: The Last Blossom
- 2013: Blood and Ties (공범 Gongbeom)

### Fernsehserien
- 2018: Mr. Sunshine

- 2020: Sweet Home
- 2024: Queen of Tears